# Zheng Haohao
Zheng Haohao (chinesisch 郑好好, Pinyin Zhèng Hǎohǎo; * 11. August 2012 in Huizhou) ist eine chinesische Skateboarderin. Bei den Olympischen Spielen 2024 in Paris war sie im mit 11 Jahren, 11 Monaten und 26 Tagen, die jüngste Athletin. Zugleich ist sie durch ihre Teilnahme auch die jüngste Athletin in der olympischen Geschichte ihres Landes.

## Karriere
Zheng Haohao begann im Alter von 7 Jahren zu skaten. Im Mai 2023 ging sie in San Juan erstmals bei der World Skateboarding Tour an den Start.
2024 nominierte der chinesische Verband Zheng für die Olympischen Spiele in Paris in der Disziplin Park. Bei ihrem Wettkampf war sie mit 11 Jahren, 11 Monaten und 26 Tagen, die jüngste Athletin der Spiele und zugleich die jüngste Athletin in der olympischen Geschichte ihres Landes.